# Packard Light Eight
El Packard Ninth Series Light Eight Model 900 fue un automóvil producido por Packard de Detroit (Míchigan), solo durante el año modelo de 1932. El Light Eight se planeó como un nuevo modelo de entrada a la gama de lujo, basado en el Packard Six de 1928. Compitió en la clase media alta con marcas como LaSalle, Marquette y DeSoto de Chrysler, y los productos de primer nivel de Studebaker, Hudson y Nash. El objetivo era agregar un nuevo segmento de mercado para Packard durante la Gran Depresión.
Packard no introdujo cambios de modelo anuales en este período. Aparecía una nueva serie cuando la gerencia consideraba que se habían acumulado suficientes cambios en la línea de ejecución. Por lo tanto, el Light Eight se introdujo durante enero de 1932, junto con el nuevo motor V12 (llamado "Twin Six" en su primer año, en honor al modelo pionero de Packard construido entre 1915 y 1923). Los Standard Eight y los Super Eight le siguieron en junio de 1932.

## Características técnicas

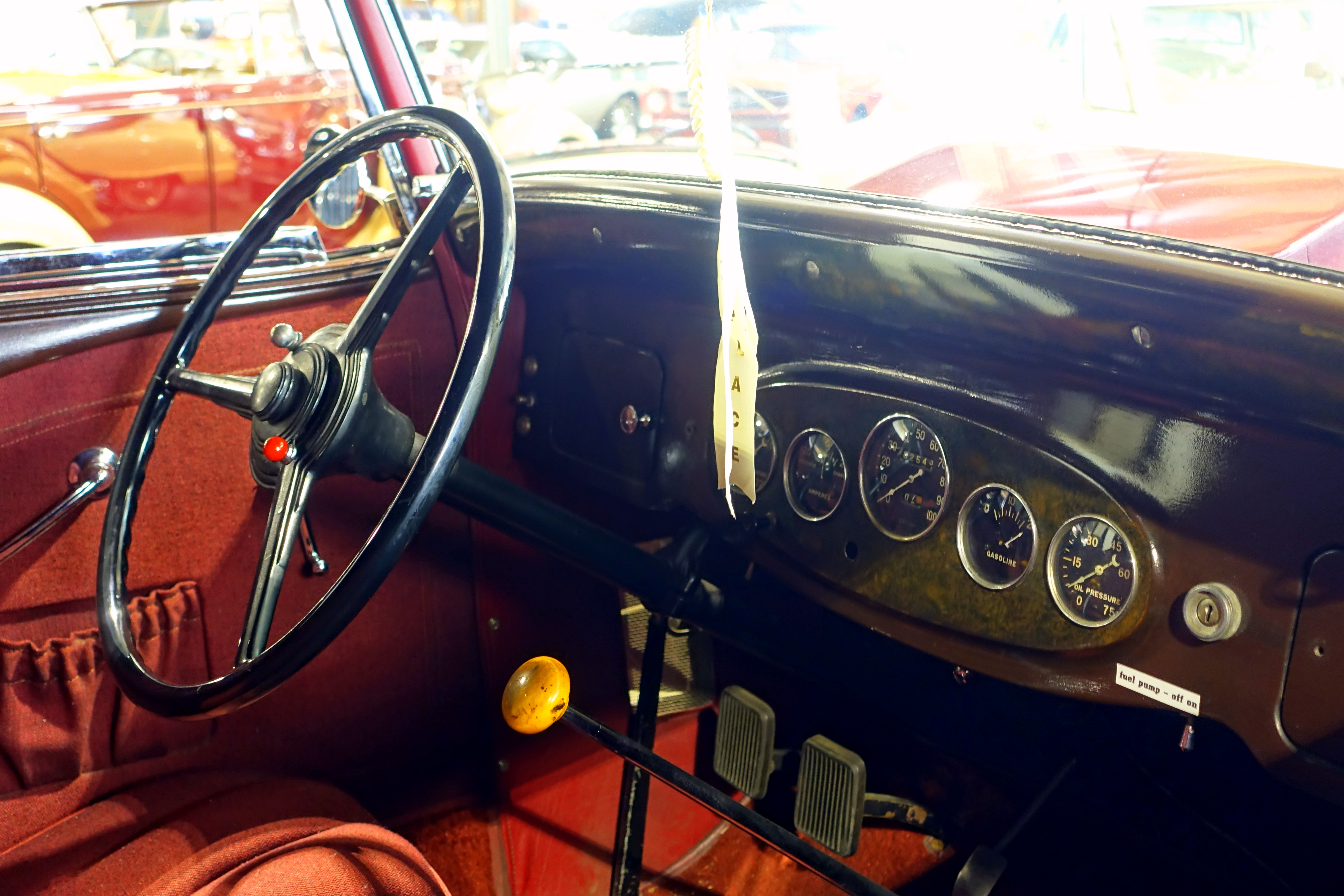
interior de un Packard Light Eight

La construcción del Light Eight siguió la tradición de Packard. Tenía un bastidor pesado con refuerzos en X, largueros de gran altura 8 pulgadas (203 mm), y la tracción trasera habitual. La distancia entre ejes era de 127,75 pulgadas (3245 mm). La potencia provenía de un motor de ocho cilindros en línea con culata plana y de 319,2 plg³ (5,2 L) con una relación de compresión de 6:0, que entregaba 110 HP (82 kW; 112 CV). Tenía un embrague de placa de vacío y un diferencial hipoidal de ajuste angular. La batería y las cajas de herramientas se montaron en los guardabarros. El panel de instrumentación era muy completo.
El automóvil se distinguía por una parrilla que tenía la forma tradicional de un yugo de buey, pero también con una nariz en forma de "pala" de moda en ese momento. Los Light Eight cerrados tenían un diseño de cuarto de ventana que no compartían otros Packard.
El Light Eight usaba el mismo motor que el Standard Eight, pero era más ligero: 4115 lb (1867 kg) para el sedán frente a 4570 lb (2073 kg) para el modelo 901 Standard Eight sedán.

## Estilos de carrocería
El Light Eight serie 900 estaba disponible en cuatro estilos de carrocería:
- Estilo # 553 Sedán de 4 puertas y 5 pasajeros
- Estilo # 558 2 puertas, 2/4 pasajeros Estacionario (asiento ruidoso) Coupe
- Estilo # 559 2 puertas, 2/4 pasajeros (asiento ruidoso) Roadster Coupe
- Estilo # 563 cupé sedán de 2 puertas y 5 pasajeros (a veces denominado cupé "Victoria")

## Precios y opciones
Un sedán Light Eight de 4 puertas y 5 pasajeros tenía un precio de 1.750 dólares (39 080 $ en 2023) en comparación con los 2.485 dólares (55 494 $ en 2023) necesarios para adquirir un sedán Standard Eight similar. Los otros tres estilos de carrocería Light Eight costaban 1.795 dólares cada uno. Packard logró vender 6.785 unidades de su nuevo modelo. En comparación, se vendieron 7.669 unidades del Standard Eight durante la tirada más corta del modelo, desde el 23 de junio de 1932 hasta el 5 de enero de 1933. El fabricante de automóviles obtuvo menores beneficios con el Light Eight que con el Standard Eight.
Las opciones para el Light Eight incluían ruedas de repuesto en los dos lados o montadas en la parte trasera, cubiertas de montaje lateral, encendedor, luz trasera derecha, portaequipajes, parachoques trasero completo y luces de estacionamiento en los guardabarros (este último accesorio tenía un precio de 65 dólares).

## Posición en el mercado
El Light Eight estaba destinado a ser el líder de precios de Packard en el nivel de entrada del mercado de automóviles de lujo. Era atractivo para sus potenciales clientes, pero fracasó en su principal objetivo, que era alejar a los compradores de sus rivales. En cambio, perjudicó a las ventas de la línea de mayor éxito de Packard, el Standard Eight. En medio de la Gran Depresión, muchos posibles compradores de un Standard Eight terminaron adquiriendo un Light Eight. Aunque no ofrecía tanto lujo, tenía muchas características presentes en el modelo más grande de Packard. Estaba propulsado por el mismo motor de 110 HP (82 kW) que el Standard Eight; tenía una distancia entre ejes que era solo 1,75 pulgadas (44 mm) más corta, y su menor peso brindaba más rendimiento. El Light Eight incluía el prestigio de Packard a un precio mucho más bajo.
Packard aprendió la lección rápidamente, y se eliminó el nombre Light Eight para su gama de la décima serie (1933). Se cambió el nombre del Standard Eight a simplemente Eight y se integró una subserie de cuatro modelos que se inspiró en el Light Eight. Aunque la nariz de pala había desaparecido, el tratamiento de la ventana de un cuarto se mantuvo y el diferencial que se introdujo con el Light Eight ahora se encontraba en todos los Eight. Esta serie 1001 ya no estaba disponible a precios bajos: comenzaba en 2.150 dólares para el sedán y subía a 2.250 dólares para el roadster.
El Light Eight brindó la experiencia a Packard de construir y comercializar un modelo de clase media alta. En este sentido, es el predecesor del segundo intento del fabricante de automóviles en este segmento de mercado, el Packard One-Twenty, que se presentó en 1935.